# Grzesznica (meksykański serial telewizyjny)
Grzesznica (tytuł oryginalny Amarte es mi pecado) – meksykańska telenowela wyprodukowana przez wytwórnię Televisa w 2004. Wyprodukowano 95 odcinków, a producentem telenoweli jest Ernesto Alonso. W głównych rolach występują Yadhira Carrillo, Sergio Sendel i Alessandra Rosaldo.

## Fabuła
Nora (Yadhira Carrillo) przysięga umierającemu ojcu, że wyjdzie za mąż za bogatego Heriberta. Okazuje się potem, że mężczyzna chce z niej uczynić jedynie swoją kochankę.
Kobieta odmawia, ale to nie skutkuje, strzela do napastnika. Mężczyzna nie wysuwa wobec niej oskarżeń, ale dziewczyna nie chce już nigdy więcej świadczyć mu usług seksualnych i postanawia popełnić samobójstwo. Od śmierci ratuje ją przystojny pilot Arturo (Sergio Sendel).
Oboje zakochują się w sobie, jednak dochodzi do nieporozumień. Nora odchodzi od ukochanego, gdyż ten ma dziecko z kobietą, której i tak nie kocha.

## Wersja polska
W Polsce serial emitowany był w telewizji TVN.
- Wersja polska: ITI Film Studio na zlecenie TVN
- Tekst: Karolina Władyka
- Czytał: Radosław Popłonikowski

## Obsada
- Yadhira Carrillo jako Leonora 'Nora' Guzmán - protagonistka
- Sergio Sendel jako Arturo Sandoval de Anda - protagonista
- Alessandra Rosaldo jako Paulina Almazán - żona Arturo †
- Sylvia Pasquel jako Isaura Ávila de Guzmán - macocha Nory, podmieniła dzieci Nory i jej siostry †
- Alexis Ayala jako Leonardo Muñoz de Santiago - Mąż Casildy, zakochany w głównej protagonistce †
- René Casados jako Juan Carlos Orellana -  zakochany w Paulinie †
- Luis Gimeno jako Clemente Sandoval - dziadek  Arturo †
- Adriana Roel jako Gertrudis de Reyes
- Antonio Medellin jako Heriberto Reyes - szef Nory †
- Aarón Hernán jako Joaquín Arcadio
- Sergio Ramos jako Silverio Almazán - ojciec  Pauliny i Rafaela †
- Macaria jako Dr. Clara Santacruz
- Luis Bayardo jako Don Manolo Tapía
- Dacia Arcaráz  jako  Diana - zabita przez swojego byłego kochanka - Sergio †
- Roberto Antunez jako Genaro Hernán
- Emilia Carranza jako Pilar - właścicielka butiku, przyjaciółka Nory †
- Alonso Echánove jako Felipe Fernández Del Ara
- Xavier Marc jako Evaristo López Monfort - kochanek Nory †
- María Prado jako Cholé Ocampo
- Tiaré Scanda jako Casilda Gómez - przyrodnia siostra   Nory
- Odiseo Bichir jako Sergio Samaniego - pracownik  Juan Carlos,
- Alejandro Ibarra jako Alfredo - były chłopak  Nory
- Alejandro Ruiz jako Diego Fernández Del Ara - najlepszy przyjaciel Arturo
- Ingrid Martz jako  Renata Quiroga - przyjaciółka  Pauliny
- Silvia Manríquez jako Ana María Fernández Del Ara – matka Diego i Mirty
- Germán Gutiérrez jako Osvaldo Quintero - kandydat na męża dla Nory
- Gustavo Cárdenas Ávila jako Roberto Peña
- José Ángel García jako Julián Quiroga - ojciec Renaty
- Verónica Jaspeado jako Mirta Fernández - zakochana w Arturo, siostra Diego †
- Mauricio Aspe jako Rafael Almazán - brat  Pauliny
- David Ramos jako  Pepe Luis
- Bibelot Mansur jako Pascuala Ocampo
- Tatiana Rodríguez jako Jessica
- Erika Buenfil jako Gisela López Monfort
- Margarita Isabel jako Alejandra Madrigal de Horta - matka Casildy, ciotka  Nory, kochanka Jacobo †
- Manuel Ojeda jako Jacobo Guzmán - ojciec  Nory †
- Juan Peláez jako Don Carmelo Quintero
- Antonio Miguel jako Victor Garduño †
- Sergio Reynoso jako Félix Palacios García - mąż Nory, przestępca †
- Jorge Ulises  jako César - zaufany pracownik Felixa †
- Samuel Gallegos jako ochroniarz Félixa Palacios †
- Farah Abud jako Cristina Palacios Moret - pasierbica Nory, córka Felixa, zakochana w Alfredo
- Gabriela Goldsmith jako Kathy de Quiroga - matka Renaty
- Ofelia Guilmáin jako Doña Covadonga Linares
- Valentina Cuenca jako Alejandra (biologiczna córka Nory i Arturo)